# Linia M3 a metroului din București
Magistrala 3 este o linie a metroului din București, România, colorată în roșu pe harta metroului. A fost inaugurată pe 19 august 1983 și parcurge orașul de la vest la est. Denumirea se referă la o magistrală est-vest ce parcurge centrul orașului. Anterior au mai existat 2 linii planificate ce purtau acest nume: în studiile din anii 1950, magistrala III unea Uzinele 23 August (actuala Faur) cu Fabrica de Confecțiuni Gheorghe Gheorghiu Dej (zona Apaca), iar în planurile din anii 1970-1980 trebuie să fie o magistrală inelară, ce urma să înconjoare Bucureștiul.  

## Istoric
În anii 1950 s-au elaborat studii pentru metrou sub influența școlii sovietice, care recomanda și funcția de apărare. Aceasta ar fi implicat costuri foarte mari, imposibil de acoperit de o economie șubredă. În aceste studii, magistrala III era tot o diametrală est-vest, ca în prezent, însă unea Uzinele 23 August (actuala Faur) cu Fabrica de Confecțiuni Gheorghe Gheorghiu Dej (zona Apaca).
În octombrie 1974 Comitetul Executiv ține o ședință în care „se aprobă să se treacă la elaborarea documentațiilor tehnice de construcția metroului în Capitală. Comitetul Executiv a stabilit ca lucrările de construcție a primei linii de metrou să înceapă în cursul anului 1975”. Proiectul prevedea în acel moment o magistrală III ce urma să fie o magistrală inelară de 40 km care să faciliteze legătura între toate cartierele capitalei
Magistrala actuală a fost construită în două părți. Primul tronson — inițial un fragment al magistralei 1 — leagă cartierul Militari cu stația de corespondență Eroilor, asigurând o legătură între partea vestică și centrul orașului. Tronsonul a fost deschis în august 1983 și conținea patru stații (Politehnica, Armata Poporului – astăzi Lujerului, Păcii și Industriilor – astăzi Preciziei). În anii 1990 s-a deschis o stație suplimentară, Gorjului, mai întâi în direcția vest (31 august 1994), iar patru ani mai târziu și pe sensul opus.
Al doilea tronson, deschis pe 20 noiembrie 2008, conectează partea estică a orașului cu stația de corespondență Nicolae Grigorescu. Conținea trei stații (Linia de Centură – astăzi Anghel Saligny, Policolor – astăzi Nicolae Teclu și 1 Decembrie 1918. După ce s-au terminat lucrările suplimentare la stația Nicolae Grigorescu, garniturile circulă între stațiile Anghel Saligny și Preciziei, având șapte stații în comun cu magistrala 1.
În anul 2009 au fost redenumite 4 stații de metrou de pe M3 pentru a le corela cu noile realități ale orașului: Armata Poporului a devenit Lujerului, Industriilor a devenit Preciziei, Policolor a devenit Nicolae Teclu, iar Linia de Centură a fost numită Anghel Saligny.

## Date tehnice
Ca și restul rețelei de metrou din București, linia M3 este complet subterană. Rețeaua de contact este de 750V CC (intervalul admis fiind 600-950 V),:p. 10 alimentarea făcându-se prin a treia șină (în trafic) sau prin pantografe (în depouri). Viteza maximă este de 80 km/h, pe șine de tip 49 și tip 60, cu traverse de beton armat. În funcție de caracteristicile terenului, tunelele au fost realizate în săpătură deschisă sau cu ajutorului unui scut construit la Uzinele „23 August”.

## Material rulant

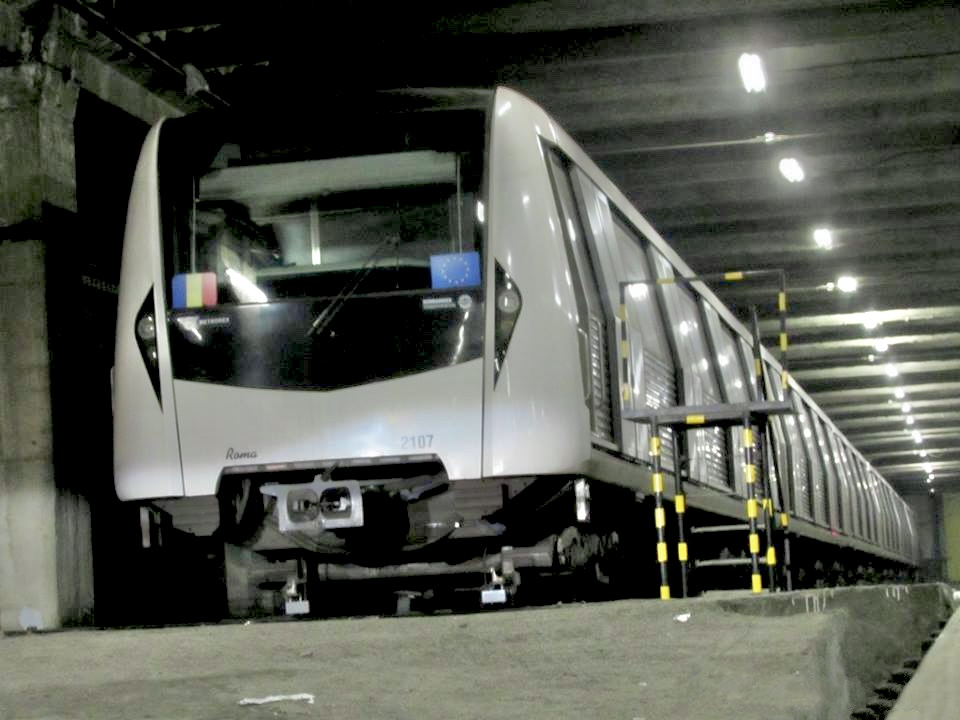
Tren Bombardier Movia

Ca întreaga rețea de metrou, în secolul al XX-lea pe M3 au circulat rame Astra IVA. Acestea au fost înlocuite gradual cu rame Bombardier Movia.
Linia este deservită de trenuri Bombardier Movia (varianta BM2 din 2009 și BM21 din 2014). Varianta BM2 a fost introdusă mai întâi pe M2 și apoi, odată cu introducerea trenurilor CAF, o parte din trenuri au fost mutate pe M1 și M3.
După inaugurarea M5 pe 15 septembrie 2020, o parte din trenurile Bombardier au fost mutate pe această magistrală, apărând nevoia de a repune în circulație câteva rame IVA la orele de vârf, până la livrarea trenurilor dedicate M5.
Trenurile acestei magistrale sunt întreținute în Depoul Militari, acolo unde se află și principalele uzine de reparații ale metroului.